# Kortenbach bei Froschhausen
Das Naturschutzgebiet Kortenbach bei Froschhausen (NSG-Kennung 1438029) liegt im hessischen Landkreis Offenbach. Es umfasst einen rund 40,5 Hektar großen Waldbestand im Stadtgebiet von Seligenstadt.

## Gebietsbeschreibung
Das Naturschutzgebiet Kortenbach bei Froschhausen liegt zwischen Seligenstadt und Froschhausen sowie im Süden zwischen der Autobahn A3, der Landesstraße L 2310 und einem Golfplatz. Im NSG stehen bodenfrische Laubwälder und Hartholzaue-Reliktwälder mit wertvollen Altbeständen; das Gebiet wird vom Werniggraben durchflossen. Die alten Flatterulmen (Ulmus laevis) im NSG sind durch Grundwasserabsenkungen gefährdet.

## Schutzzweck
Zweck der Unterschutzstellung ist es, einen aus bodenfrischen Laubwäldern und Hartholzaue-Reliktwäldern mit wertvollen Altbeständen bestehenden Wald und den Werniggraben mit angrenzenden landwirtschaftlich genutzten Flächen als Lebensraum zahlreicher gefährdeter Tier- und Pflanzenarten zu erhalten und zu entwickeln.